# Arnošt ze Zwiefaltenu
Arnošt ze Zwiefaltenu nebo též Ernest ze Zwiefaltenu († 7. listopadu 1147 nebo 1148 Mekka) byl opat, mučedník a světec katolické církve, uznávaný jako světec bez formální kanonizace, jehož kult nebyl nikdy oficiálně schválen.

## Životopis
Pocházel z rodiny von Steusslingů. Stal se pátým opatem kláštera v Zwiefaltenu v jižním Německu, asi 45 km jihozápadně od Ulmu. O jeho tamní činnosti není mnoho známo. Po pěti letech rezignoval na opatský úřad, aby se mohl zúčastnit druhé křížové výpravy, společně s biskupem bl. Ottonem z Freisingu. Podle díla Passio, uspořádaného na konci 12. století, byl zajat emírem krále Presy a spolu se 400 dalšími vězni přiveden do Mekky. Když se odmítl obrátit na islám, zemřel mučednickou smrtí rukama Saracénů, kteří mu v Mekce vytrhli vnitřnosti.

## Kult
Úcta k Arnoštovi (Ernestu) ze Zwiefalten se vyvinula bezprostředně po jeho smrti. Jeho liturgická památka se v katolické církvi se slaví 7. října.

## Ikonografie
V ikonografii se svatý Arnošt zobrazuje jako benediktin s kolovratem, na kterém byly vytrženy jeho vnitřnosti.